# رسوایی تسلیحاتی عراق

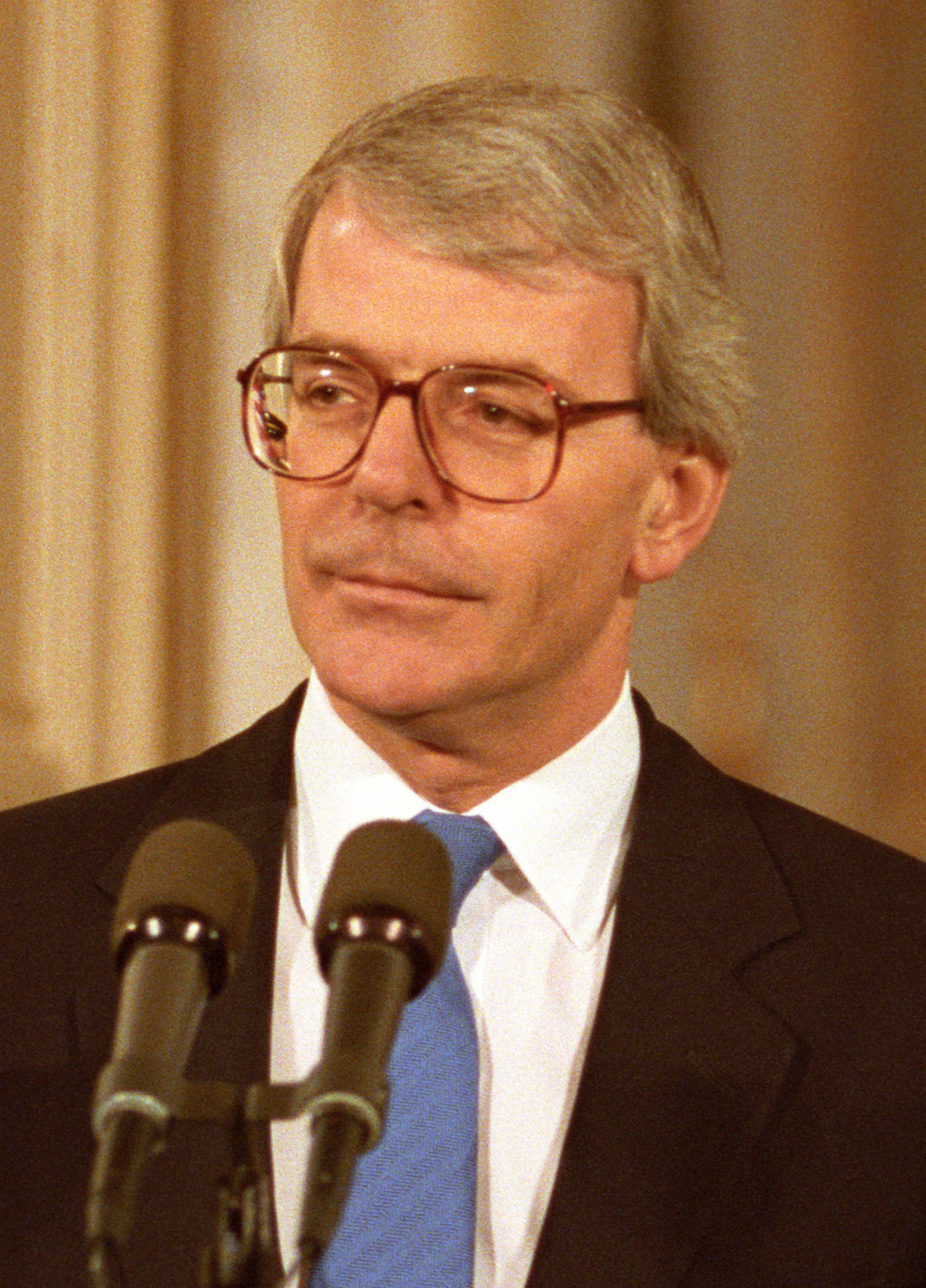
جان میجر

ماجرای «ارسال تسلیحات به عراق» مربوط به افشای فروش تسلیحات توسط شرکت‌های بریتانیایی به عراق، با تأیید دولت بریتانیا، در دوران حکومت صدام حسین بود. این رسوایی به نارضایتی فزاینده از دولت محافظه‌کار جان میجر دامن زد و فضایی از فساد و بی‌اعتمادی ایجاد کرد که در نهایت به پیروزی قاطع حزب کارگر به رهبری تونی بلر در انتخابات عمومی سال ۱۹۹۷ انجامید. این ماجرا همچنین ضعف رویهٔ عرفی «پاسخگویی فردی وزرا» را آشکار کرد، که بعدها توسط دولت بلر به‌صورت رسمی در قالب «کد رفتاری وزرا» (Ministerial Code) تدوین شد.
پس از پایان جنگ اول خلیج فارس در سال ۱۹۹۱، توجه‌ها به نقش شرکت‌های بریتانیایی در تأمین تجهیزات برای دولت صدام حسین جلب شد. در این میان، چهار مدیر شرکت «ماتریکس چرچیل»، سازنده ابزارها ماشین‌های خاص، به اتهام فروش تجهیزات و انتقال دانش فنی به عراق محاکمه شدند. اما این محاکمه در سال ۱۹۹۲ متوقف شد، چرا که مشخص شد دولت خود به شرکت مشاوره داده بود که چگونه به عراق سلاح بفروشد. در نهایت، به برخی از مدیران شرکت غرامت پرداخت شد.

## ماتریکس چرچیل
شرکت ماتریکس چرچیل یک شرکت مهندسی مستقر در کاونتری بود که در طراحی و ساخت ابزارهای دقیق ماشین‌های خاص تخصص داشت. این شرکت در سال ۱۹۱۳ توسط والتر تاتلر و باجناقش سر هری هارلی تأسیس شد و فعالیت خود را با تولید گیج و ابزار آغاز کرد. نام اولیه شرکت، Walter Tattler Ltd بود.
در سال ۱۹۸۹، به دنبال تسویه بدهی، شرکت به‌طور رایگان به «منافع عراقی» واگذار شد. مدیران جدیدی منصوب شدند، از جمله دو نفر که وابسته به سرویس‌های امنیتی عراق بودند. پس از آن، شرکت شروع به ارسال قطعات برای برنامه مخفی تسلیحاتی صدام حسین کرد. به گفته آژانس بین‌المللی انرژی اتمی، محصولات این شرکت که در عراق پیدا شدند، از باکیفیت‌ترین نمونه‌ها در جهان بودند. این ماشین‌آلات کاربرد دوگانه داشتند؛ یعنی می‌توانستند هم برای مصارف صنعتی و هم برای ساخت تسلیحات مانند گلوله‌های توپخانه و قطعات موشک‌های میان‌برد استفاده شوند.
یکی از مدیران شرکت ادعا کرد که برای سرویس‌های اطلاعاتی بریتانیا کار می‌کرده است. در همین راستا، وزارت دفاع بریتانیا به شرکت مشاوره داده بود که چگونه برای گرفتن مجوز صادرات مواد حساس (که می‌توانستند در ساخت مهمات به کار روند) اقدام کند، به‌گونه‌ای که توجه جلب نشود. در جریان محاکمه، آلن کلارک، وزیر سابق دفاع، در دادگاه اعتراف کرد که در پاسخ به سؤالات مربوط به سیاست صادرات سلاح به عراق، مدعی شد بخشی از واقعیت را نگفته است. این اعتراف موجب فروپاشی پرونده و آغاز تحقیق و گزارش اسکات شد که در سال ۱۹۹۶ گزارش خود را منتشر کرد.
این پرونده همچنین موضوع مصونیت در راستای منافع عمومی (Public Interest Immunity) را برجسته کرد؛ فرایندی که در آن اطلاعاتی که از نظر امنیتی بسیار حساس تلقی می‌شوند، از دسترس عموم خارج می‌شوند. برای جلوگیری از افشای چنین اطلاعاتی، وزیر مربوط باید گواهی مصونیت در منافع عمومی صادر کند.